# Álbum Comparativo de Vistas de la Ciudad de São Paulo
El Álbum Comparativo de Vistas de la Ciudad de São Paulo 1862-1887 (en portugués: Álbum Comparativo de Vistas da Ciudade de São Paulo)es un álbum fotográfico del fotógrafo brasileño Militão Augusto de Azevedo publicado por la Photographia Americana en 1887, empresa perteneciente al mismo autor. El álbum muestra 60 fotos de puntos importantes de la ciudad de São Paulo haciendo una comparación de esos lugares entre los años de 1862 y 1887. En gran medida, el álbum es utilizado en la actualidad no sólo para estudios históricos sobre el desarrollo de la ciudad sino en estudios respecto de la noción de modernidad utilizada por el estado moderno brasileño de la época de su publicación. La publicación es considerada pionera en la comparación de la evolución urbana brasileña, y es considerada la obra más importantes del fotógrafo brasilero Militão Augusto de Azevedo.